# Camilo Aguirre
Camilo Aguirre (n. Bogotá, Colombia, 17 de diciembre de 1981) es un exfutbolista colombiano. Jugo de Mediocampista.

## Clubes
| Club                   | País       | Año         |
| ---------------------- | ---------- | ----------- |
| Bello F.C.             | Colombia   | 2005 - 2006 |
| Árabe Unido            | Panamá     | 2009 - 2010 |
| Sporting San Miguelito | Panamá     | 2010 - 2011 |
| Pérez Zeledón          | Costa Rica | 2011 - 2013 |
| Alajuelense            | Costa Rica | 2013 - 2014 |
| Real España            | Honduras   | 2014        |
| Pérez Zeledón          | Costa Rica | 2015        |
| Deportivo Mictlán      | Guatemala  | 2015 - 2017 |
| Deportivo San Pedro    | Guatemala  | 2017        |
| CD Marquense           | Guatemala  | 2017 - 2018 |
| Deportivo Malacateco   | Guatemala  | 2018        |

## Palmarés
| Título        | Club                       | Año  |
| ------------- | -------------------------- | ---- |
| Apertura 2009 | Club Deportivo Árabe Unido | 2009 |
| Clausura 2010 | Club Deportivo Árabe Unido | 2010 |
| Invierno 2013 | Liga Deportiva Alajuelense | 2013 |